# Tivodrassus
Tivodrassus is een geslacht van spinnen uit de  familie van de Prodidomidae.

## Soorten
- Tivodrassus ethophor Chamberlin & Ivie, 1936
- Tivodrassus farias Platnick & Shadab, 1976
- Tivodrassus pecki Platnick & Shadab, 1976
- Tivodrassus reddelli Platnick & Shadab, 1976